# Нікуліна Наталія Петрівна
Наталія (Наталка) Петрівна Нікуліна (* 7 липня 1947, Макіївка, Донецька область — † 23 червня 1997, Дніпропетровськ) — українська поетеса, літературознавиця, журналістка. Член Національної Спілки Письменників України.

## Життєпис
Народилася у Макіївці Донецької області. Батько Петро Андрійович Нікулін — відомий журналіст, мати Олена Миколаївна — лікар. У Дніпропетровську жила з 1958 року. Закінчила філологічний факультет Дніпропетровського державного університету (1970) та аспірантуру. У 1973 році захистила кандидатську дисертацію за темою «Професійна лексика лоцманів дніпровських порогів». Робота проводилася під керівництвом відомого мовознавця, професора, доктора філологічних наук В. С. Ващенка.
Працювала викладачем англійської мови, кореспондентом газети «Культура і життя», методистом Дніпропетровської обласної наукової бібліотеки, редактором Дніпропетровської обласної телестудії. Як редактор студії літературно-драматичних передач обласного радіо, де вона працювала з кінця 1980-х років і до 1997 року, Нікуліна створила цикл радіопередач «На полі слова», присвячений творчості письменників Придніпров'я XIX–XX століття.
Виступала з численними літературознавчими та мистецтвознавчими розвідками про культуру та літературу краю на сторінках періодичних видань Придніпров'я та України. 
Авторка шести поетичних збірок «Вишневий спалах», «Пізнання», «Червоний кетяг», «Житом перейти», «Тиха бесіда», «Знамення  калини» (посмертно).

## Літературна творчість
Наталка з дитинства виявила зацікавленість словом, мистецтвом, художньою творчістю. Першу поетичну збірку «Вишневий спалах» видала у дніпропетровському видавництві «Промінь» в 1967 році, будучи студенткою третього курсу університету. У контексті з її літературними перевесниками критика відразу відзначила безперечну обдарованість і перспективність авторки. Наступна книжка «Пізнання» вийшла в 1981 році (Дніпропетровськ: Промінь), через чотирнадцять років після першої, і вона засвідчила, що в літературу прийшов «огранений талант» (А. Кацнельсон). Відтоді Нікуліна посіла достойне місце в українській поезії. 
У подальші роки побачили світ ще чотири збірки: «Червоний кетяг» (Дніпропетровськ: Промінь, 1984), «Житом перейти» (Київ: Молодь, 1990), «Тиха бесіда» (Дніпропетровськ: Січ, 1993) та «Знамення  калини» (Дніпропетровськ: Січ, 2000).
Кожна збірка має неповторне звучання і є свідченням майстерного володіння словом. Вірші Нікуліної  позначені високою духовністю. А про їх високу культуру свідчать довершеність форми і змісту, вишуканість образів, лаконічність і точність художнього викладу.
Поетичний діапазон Нікуліної досить широкий: це і громадянська лірика, філософська, пейзажна, роздуми про мистецтво і літературу та лірика кохання.
Громадсько-патріотична лірика чи не найповніше проявила світогляд і характер поетеси. Глибока українськість — ось що найбільш вражало всіх, хто знав Наталку Нікуліну. Вона захоплювалася обдарованістю свого народу, його героїчною історією, рідними краєвидами, мелодійністю рідної мови, гармонійністю української пісні, величчю Шевченкового «Кобзаря», самобутністю народної творчості. З перших своїх поетичних кроків вона почала потужно рухатися саме до наших духовних праоснов, то й придніпровська земля — колиска запорізького лицарства стала вагомою складовою її громадсько-патріотичної лірики.
Нікуліна — щирий співець рідного краю, що виступає в її поезіях то в образі «глибин Дніпрових», то «степового сив-полину, то «петриківської вишні», то дніпрових порогів, то козацького храму («Троїцький собор у Новомосковську», «Первомісто», «Голос Запорожжя», «Одвічна пісня лоцманів», «Пороги», «Козацька слава», «Кодак»).
У циклі філософської лірики поетеса намагається зрозуміти неповторність людини в усіх її проявах, глибинну суть таких одвічних понять як вірність, відданість, відповідальність, терпіння, самотність, пам’ять («Три сили переслідує юрба», «Декларовану незалежність можних», «Рости й міцній…»).
Багато поезій написані під впливом спілкування із визначними творами мистецтва або осмислюючи творчий і життєвий шлях діячів культури («У Дантейському колі», «Китайська поетеса Хуа Жуй», «Читаю Свідзинського», «Артемій Ведель» цикл «Музика»). Лірична героїня, прилучаючись до мистецтва робить відкриття: мистецтво своєю цілющою силою облагороджує страждання, прилучає людину до вищої краси буття. Митець — це вільний, непідкорений дух, який не визнає компромісів і не запобігає перед сильними світу цього. Він свідомий свого високого призначення: бути голосом правди, незалежно від того, «хто б був на троні».
Поетеса переконана, що багатство внутрішнього світу людини, краса її душі виявляється у дружбі та коханні. Її вірші про кохання ніжно-трепетні, чисті, криничні («Люблю! Любитиму!..», «Тільки так треба любити...», «Слова – словами, а говорять – очі...», «Промінні сонячні віти...»). А пейзажна лірика нагадує собою акварельні, написані соковитими, яскравими фарбами замальовки, які викликають мажорний, інколи тривожно-радісний настрій («Осіни мене, осінь, своїм золотим падолистом», «Танцівниця руда з кастаньєтами карих каштанів», «На вохру берегів кладе задуму осінь»).

## Нагороди
- Лауреат літературної премії імені Павла Тичини за книгу «Тиха бесіда» (2000, посмертно).
- Почесний диплом імені Д. І. Яворницького за цикл літературознавчих радіопередач «На полі слова» (1997, посмертно).